# متنزه كروغر الوطني

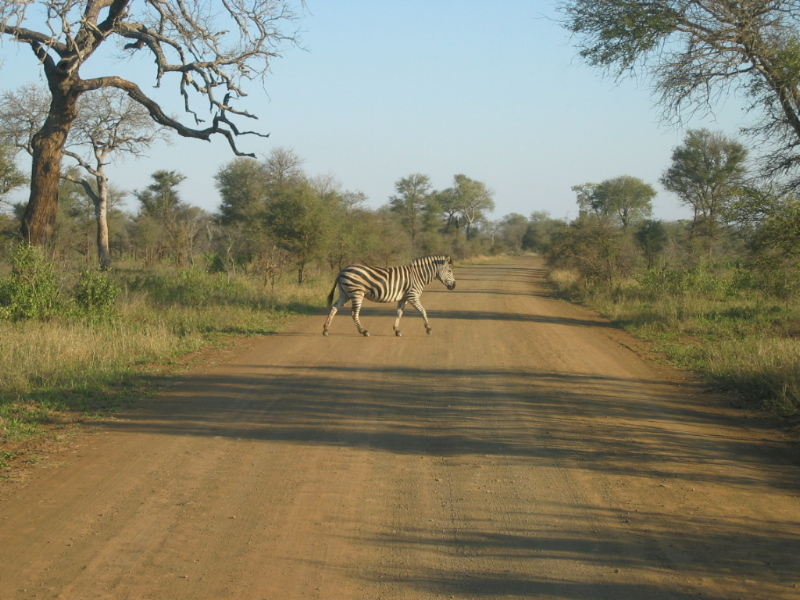
حمار وحشي في المنتزه

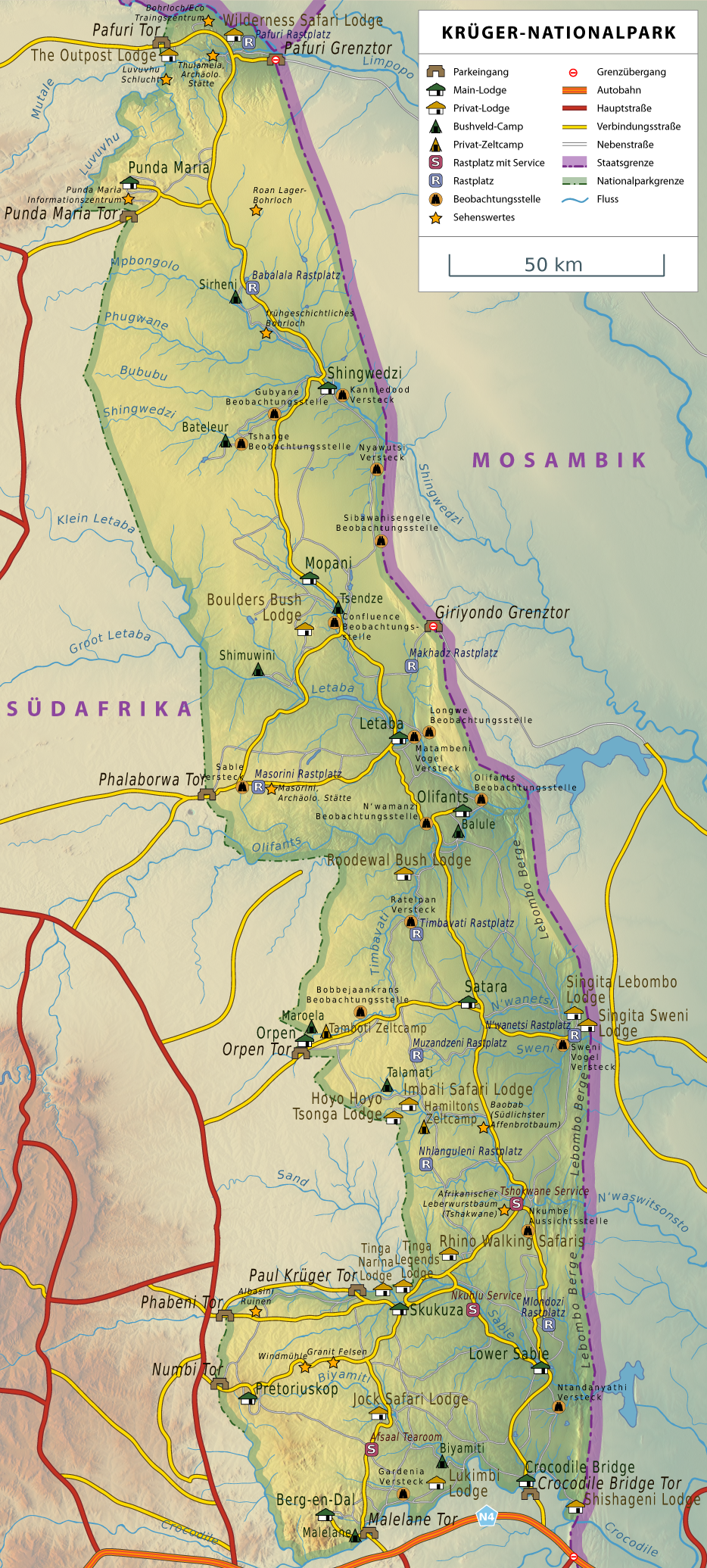

متنزه كروغر الوطني هو أكبر المتنزهات الوطنية في جنوب أفريقيا. يغطي المتنزه مساحة قدرها 18.989 كم مربع، ويمتد لمسافة 350 كم من الشمال إلى الجنوب، و60 كم من الشرق إلى الغرب. يحيط بالمتنزه محافظتي ليمبوبو من الغرب ومبومالانجا من الجنوب، أما زيمبابوي فتحيطه من الشمال وموزمبيق تحيطه من الشرق.

## معرض صور

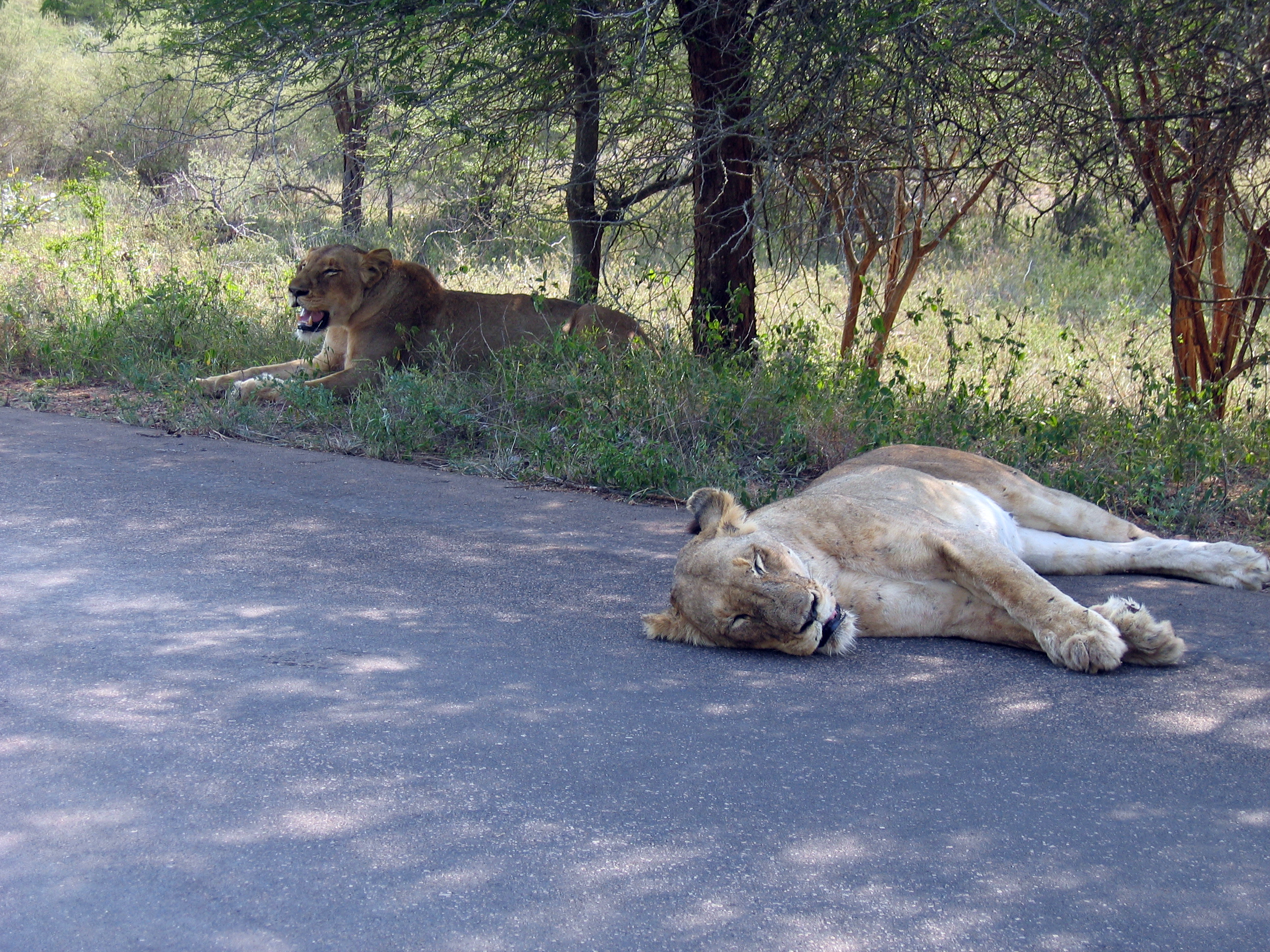
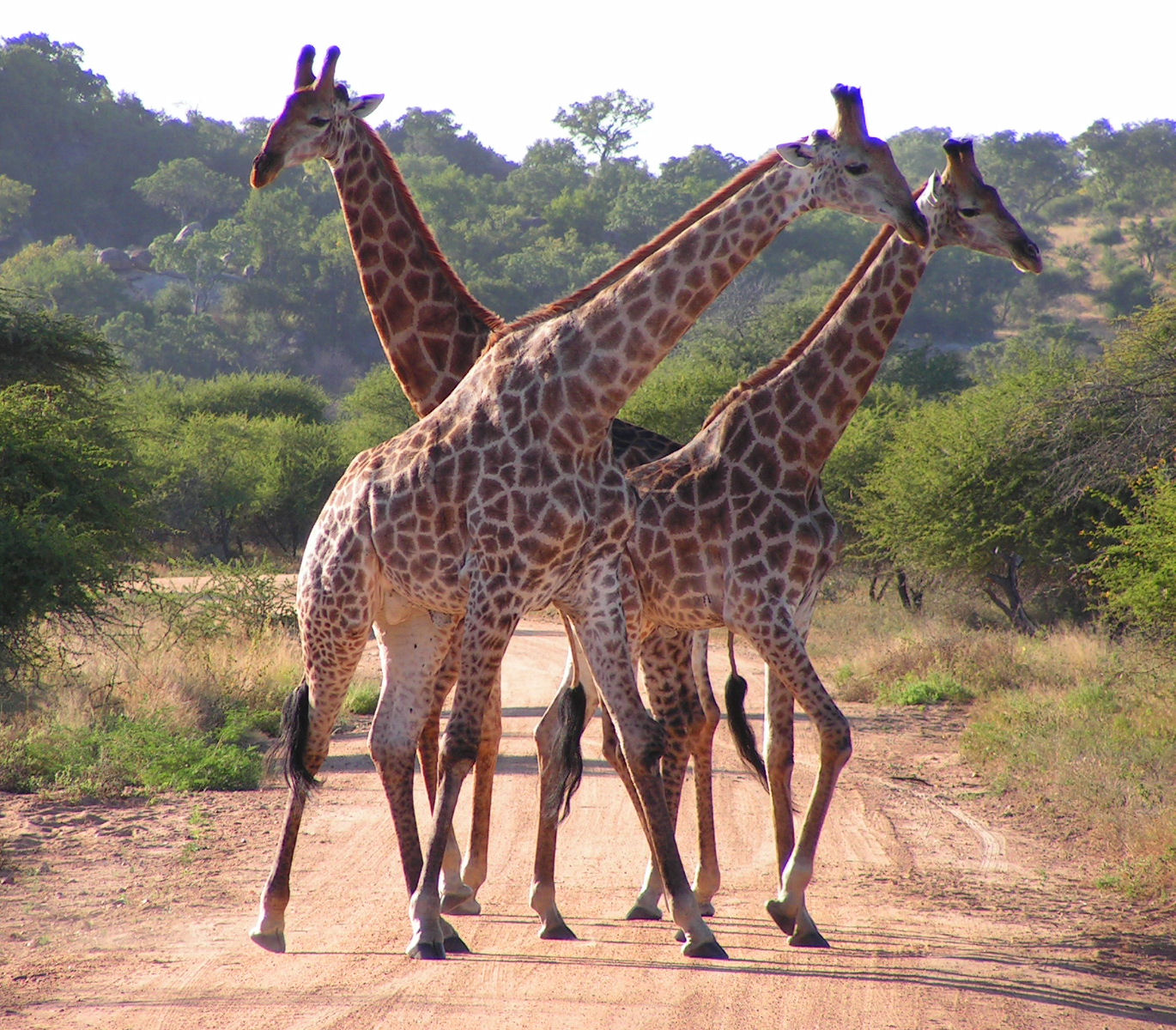
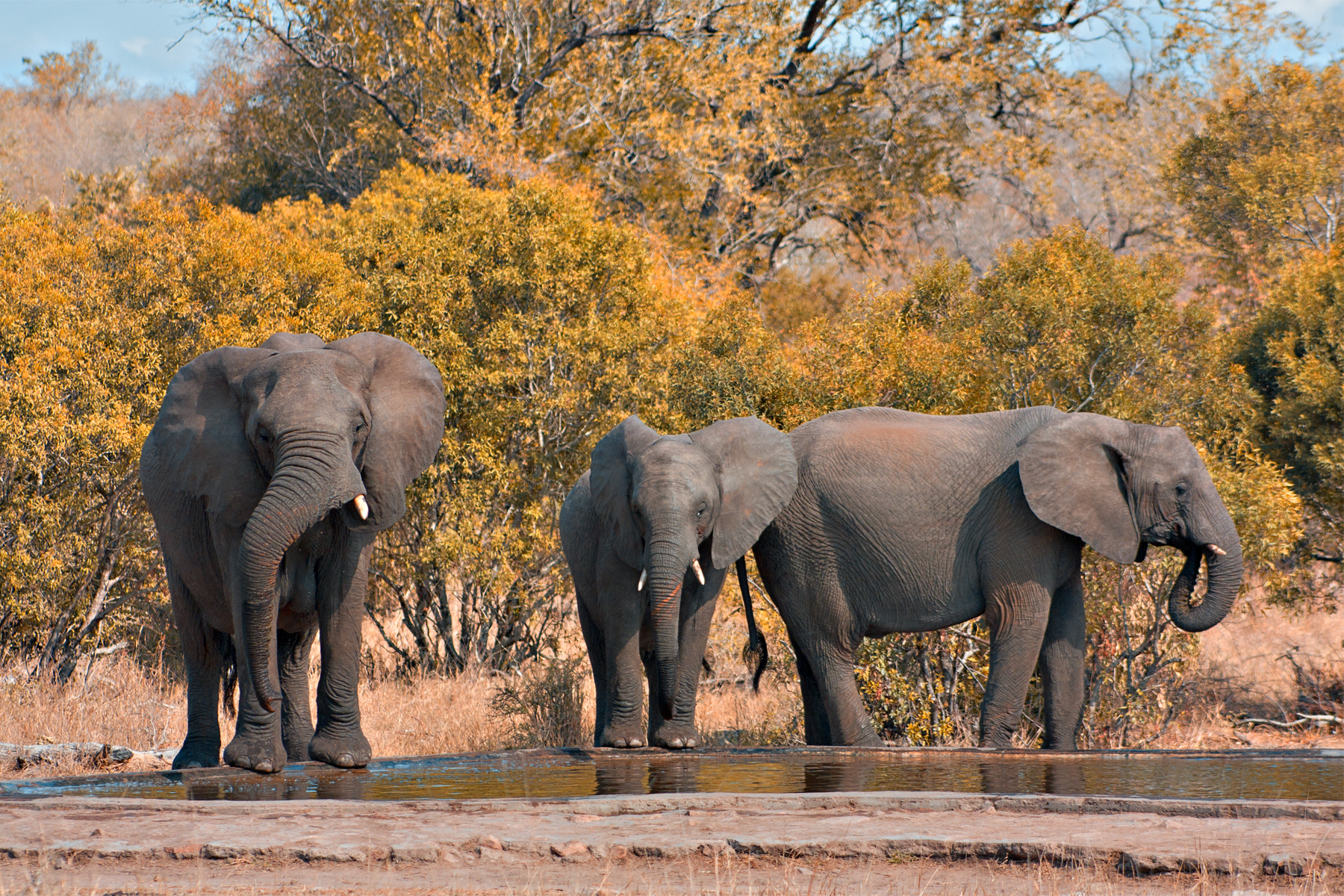
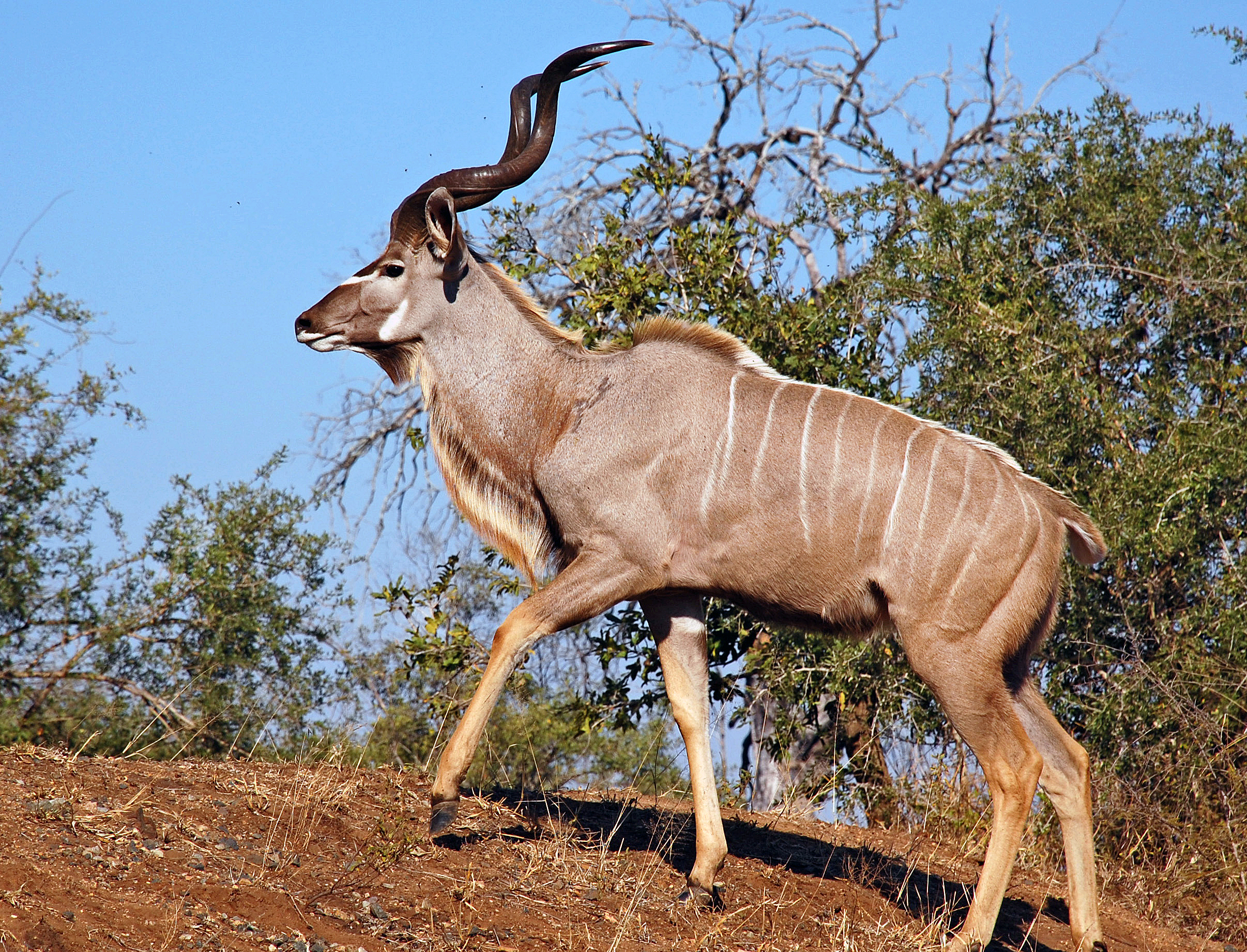

## وصلات خارجية

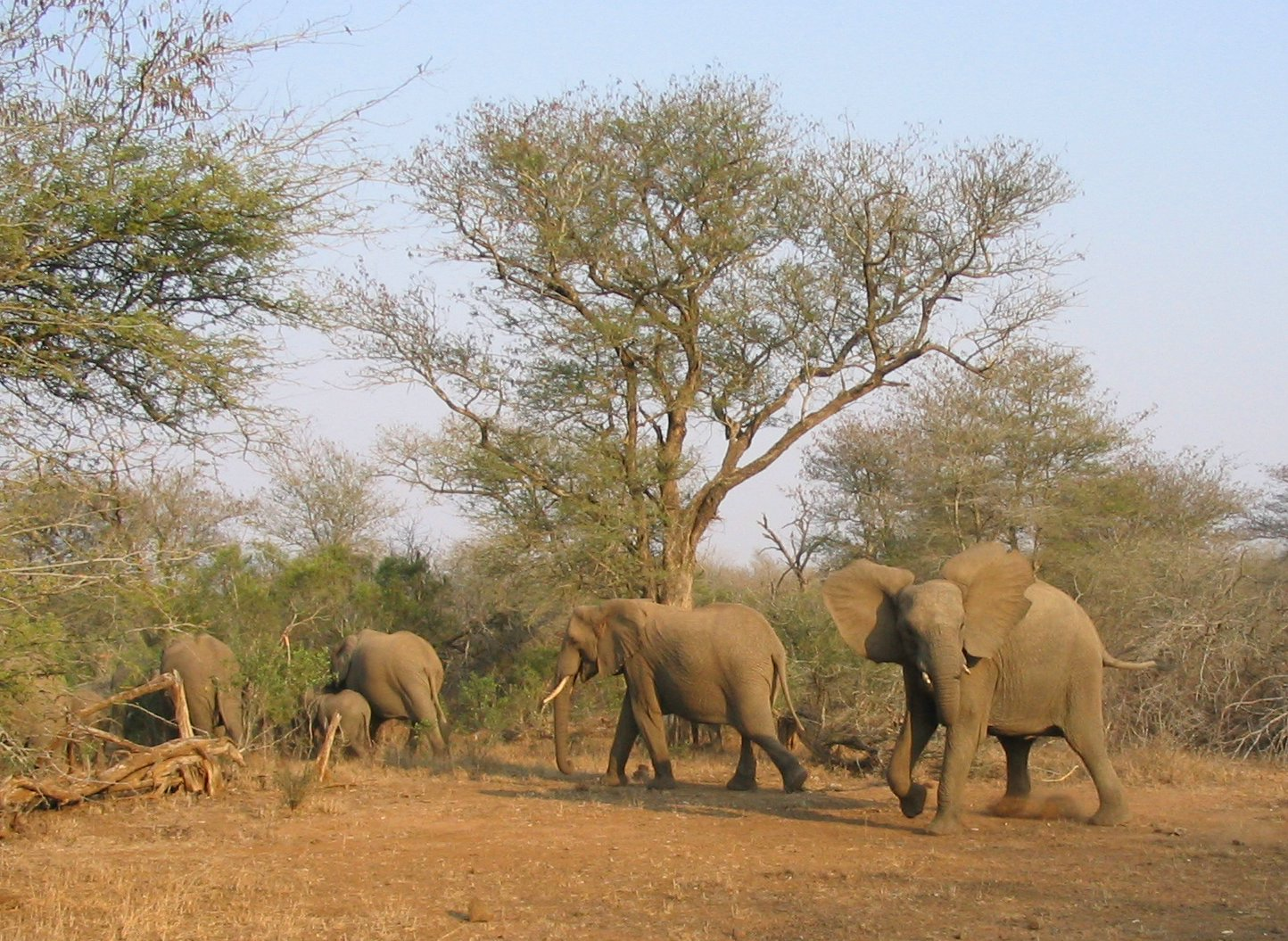
نظرا لكبر مساحة المنزه فهو يسع 10.000 من الأفيال

- الموقع الرئيسي

www.krugerpark.co.za

## اقرأ أيضا
- أخدود بليد ريفر